# Via del Teatro di Marcello
Via del Teatro di Marcello è una strada moderna di Roma, il cui nome deriva dal Teatro di Marcello, importante monumento dell'antica Roma situato lungo il percorso stradale.

## Storia
L'area occupata dai resti del Teatro di Marcello e dai monumenti romani circostanti fu interessata per tutto il Medioevo dal sorgere di imponenti palazzi.
Una massiccia opera di demolizione di edifici venne effettuata, per decisione dello stesso Benito Mussolini, per l'apertura di una grande strada che doveva collegare piazza Venezia con il Teatro di Marcello e soprattutto con la nuova espansione urbanistica della capitale, prevista in direzione del mare; la via, inaugurata nel 1930, doveva costituire, infatti, il primo tratto della "Via del Mare".
Il progetto dell'apertura della via aveva anche lo scopo di rendere visibili le strutture superstiti del Teatro di Marcello, che erano inglobate in Palazzo Orsini e che si affacciavano su una stretta strada, che rendeva difficile la vista del monumento.
La via venne inaugurata nel 1930. Mussolini, come in altri casi, tagliò il nastro inaugurale.